# Шевський острів
Шевський острів, Швецький острів річки Дніпро навпроти впадіння річки Самара у Дніпро.

## Назва
Існує здогадка, що оригінальною назваю мала бути Швецький острів, що походить від швеців, що мешкали на ньому. Помику саме припустили за радянської влади, коли був у силі рух шефства."
Дніпровський історик Максим Кавун припускає хибність такої здогадки. Він ставить під сумнів мешкання на острові шевців, що обрали таке ненадійне пристановище, й наголошує на давність й автохтон їсть назви "Шевський" невідомого походження.

## Опис
Розташований разом з сусіднім островом Гриньов нижче за Монастирський острів.
Нижче цих островів до лівого берега Дніпра так звана Серібна коса; а супроти Серібної коси простягся вздовж правого берега Дніпра великий острів Становий.
Швецький острів 1960-80-х роках був зоною відпочинку, до острова в літній період регулярно ходив теплохід, працювали пляжі. З кінця 1980-х років острів в запустінні.
Острів заріс. Усередині - парковий павільйон.
Зараз це гарне місце риболовлі, «дикого відпочинку». Дістатися до островів можна тільки катером (човном). У зимовий період при достатній товщині льоду — пішки з лівого берега Дніпра.